# Болонски процес
Болонският процес е инициатива, възникнала в края на 1990-те години, за сравнимост на висшето образование в Европа с оглед на тази основа да се постигне мобилност на кадрите.
Началото на процеса е белязано от приемането на Великата харта на европейските университети.
Основна цел на Болонския процес е създаването на Общоевропейска зона на висшето образование до 2010 г. Това предполага:
- въвеждане на лесно разбираеми и сравними образователни степени (бакалавър, магистър и доктор);
- въвеждане на системата на учебните кредити (ECTS) като мерни единици на студентската заетост;
- въвеждане на европейски измерения за качество;
- отстраняване на съществуващите препятствия пред свободното движение на студенти и преподаватели в европейската зона.